# Jerome Robbins
Jerome Robbins, rodným jménem Jerome Wilson Rabinowitz (11. října 1918, New York – 9. července 1998, New York) byl americký tanečník, choreograf, režisér a divadelní producent židovského původu. Původně vystudoval chemii na Newyorské univerzitě, tanci se začal věnovat až roku 1936. Pětkrát získal divadelní cenu Tony, dvakrát za muzikál (1965, 1989), třikrát za choreografii (1948, 1958, 1965). Za spolurežii filmového muzikálu West Side Story získal roku 1961 Oscara, ačkoli šlo o jeho filmový debut – v té době byl teprve druhým režijním debutantem, který tuto cenu získal. Ve stejném roce obdržel i tzv. čestného (či zvláštního) Oscara (Academy Honorary Award).